# Chambres professionnelles (Luxembourg)
Au Luxembourg, les chambres professionnelles (en luxembourgeois : Beruffschamberen) ont pour but la sauvegarde et la défense des intérêts des groupes professionnels qu'elles représentent.

## Histoire
La première chambre professionnelle à avoir vu le jour est la chambre de travail (lb) par la loi du 28 juin 1920 « portant création d'une chambre de travail à base élective ».
Cette loi est abrogée et remplacée par la loi du 4 avril 1924 « portant création de chambres professionnelles à base élective » qui porte le nombre de chambres professionnelles à cinq :
- la chambre de commerce ;
- la chambre des artisans ;
- la chambre d'agriculture ;
- la chambre des employés privés (lb) ;
- la chambre de travail (lb).

Par l'arrêté grand-ducal du 8 octobre 1945, la chambre des artisans est réorganisée et devient la Chambre des métiers.
Une sixième chambre professionnelle, la chambre des fonctionnaires et employés publics, voit le jour par la loi du 12 février 1964 « […] portant création de chambres professionnelles à base élective par la création d'une chambre des fonctionnaires et employés publics ».
Enfin, le nombre de chambres est ramené à cinq par la loi du 13 mai 2008, entrée en vigueur au 1er janvier 2009 « portant introduction d'un statut unique pour les salariés du secteur privé » et qui instaure la chambre des salariés en remplacement de la chambre des employés privés et de la chambre de travail, unifiant les chambres des salariés du secteur privé ainsi que les régimes de sécurité sociale.

## Organisation
Chaque chambre professionnelle fonctionne selon le principe de l'autogestion.

### Rôle et missions
La mission essentielle de ces chambres est la sauvegarde et la défense des intérêts des groupes professionnels qu'elles représentent et permettent de faire entendre leur avis vis-à-vis de l'État.
Les chambres professionnelles sont consultées, particularité luxembourgeoise, par le gouvernement à chaque fois que des lois ou des règlements grand-ducaux envisagés concernent principalement le secteur professionnel dont elles ont à défendre les intérêts. Elles peuvent émettre des propositions au gouvernement tant qu'elles entrent dans leur champ de compétence et, si le gouvernement le souhaite, ce dernier peut les transmettre à la Chambre des députés.

### Membres
Un salarié d'une profession tombant sous la compétence d'une des chambres professionnelles y est obligatoirement affilié, y compris s'il n'a pas la nationalité luxembourgeoise. 
La composition des chambres est déterminée lors d'élections sociales propres à chaque groupe socioprofessionnel auxquelles peuvent prendre part tous les membres, les candidats doivent être adhérents à un syndicat.

## Chambres existantes
Depuis le 1er janvier 2009, le pays compte cinq chambres professionnelles, trois patronales et deux salariales :
- la chambre de commerce ;
- la chambre des métiers ;
- la chambre d'agriculture ;
- la chambre des fonctionnaires et employés publics ;
- la chambre des salariés.